# Adrián López Álvarez
Adrián López Álvarez známý zkráceně jako Adrián (* 8. ledna 1988, Teverga, Španělsko) je španělský fotbalový útočník a reprezentant, hráč klubu FC Porto na hostování v Villarreal CF.

## Reprezentační kariéra

### Mládežnické reprezentace
Adrián López Álvarez působil v mládežnických reprezentacích Španělska. 

Zúčastnil se Mistrovství světa hráčů do 20 let 2007 v Kanadě, kde mladí Španělé podlehli ve čtvrtfinále České republice.
S týmem do 21 let vyhrál roku 2011 Mistrovství Evropy U21 v Dánsku, kde Španělé zvítězili ve finále nad Švýcarskem 2:0. S pěti góly se stal nejlepším kanonýrem turnaje a získal tak zlatou kopačku Adidas Golden Boot.
V létě 2012 byl zařazen na soupisku pro Letní olympijské hry 2012 v Londýně. Španělsko (které mělo na soupisce i hráče z A-mužstva) zde bylo po vítězství na EURU 2012 největším favoritem, ale po dvou prohrách 0:1 (s Japonskem a Hondurasem) a jedné remíze s Marokem (0:0) vypadlo překvapivě již v základní skupině D.

### A-mužstvo
V A-mužstvu Španělska přezdívaném La Furia Roja debutoval 26. 5. 2012 v přátelském zápase ve švýcarském St. Gallenu proti reprezentaci Srbska (výhra 2:0). Na výhře se podílel vítězným gólem.